# Jericho
Jericho és una sèrie de televisió produïda per l'emissora nord-americana Columbia Broadcasting System (CBS). El primer capítol es va emetre el 20 de setembre de 2006.

## Argument
La història narra les vivències dels habitants de Jericho, un petit poble rural de Kansas, després de l'explosió de nombroses bombes nuclears per tots els Estats Units, una de les quals explota a Denver, ciutat molt propera a Jericho. Després d'això, els habitants de Jericho hauran de cooperar i sobreviure tot i els problemes amb la radiació, l'electricitat, la falta d'aliments i medicaments…
A poc a poc van recollir informació sobre la situació del govern i de la resta de ciutats que segueixen en peu a l'Amèrica del Nord. L'altre misteri principal al llarg de la sèrie és qui va dur a terme l'atac i per què. El personatge principal és en Jake Green, de 32 anys, que torna a casa hores abans de la catàstrofe. Jake esdevé un heroi que protegeix el poble i els seus habitants.

## Personatges
- Skeet Ulrich com a Jake Green
- Lennie James com a Robert Hawkins
- Kenneth Mitchell com a Eric Green
- Michael Gaston com a Gray Anderson
- Gerald McRaney com a Johnston Green
- Shoshannah Stern com a Bonnie Richmond
- Brad Beyer com a Stanley Richmond
- Alicia Coppola com a Mimi Clark
- Ashley Scott com a Emily Sullivan
- Erik Knudsen com a Dale Turner
- Pamela Reed com a Gail Green
- Sprague Grayden com a Heather Lisinski
- Annabelle Wallis com a Lizzie Way

## Llistat d'episodis

En vermell, les ciutats destruïdes pels atacs nuclears. Amb una estrella, les noves capitals dels Estats Units.

### Temporada 1
1. Pilot/Pluja
2. Caiguda al buit
3. Els 4 genets
4. Els murs de Jericho
5. Resposta Federal
6. 9:02
7. Llarga vida a l'Alcalde
8. Riu de Lladres
9. Encreuament de camins
10. Bandera Vermella
11. Vox Populi
12. El Dia d'Abans
13. Black Jack
14. Cor d'Hivern
15. Semper Fidelis
16. La fi de l'Hivern
17. El Terrorista
18. El Pseudònim
19. Casus Belli
20. Un per terra
21. La Coalició
22. Perquè lluitem

### Temporada 2
1. Reconstruction
2. Condor
3. Jennings & Rall
4. Oversight
5. Termination for Cause
6. Sedition
7. Patriots and Tyrants